# マラゴリ族
マラゴリ族（Maragoli）は主にケニア西部州南東部ビヒガ県やナイロビのカンゲミ地区に居住する、バントゥー系民族のルイヤ族系の民族。ルイヤ系民族は総数約600万人でケニアでは人口順で第二位の集団とされているが、松田素二が言うようにその境界はあいまいである。マラゴリ人は白人（イギリス人）に仕えたため独立後は冷遇され、また居住地の森が国有化されそれに反対するマラゴリ人は森林保護を理由に弾圧された。言語のマラゴリ語は Llogoli, Urulogoli, Maragoli などと表記され他のルイヤ系言語とはkh音の消失において違いがある。人口過密による食糧不足や高い失業率などの問題を抱えている。フレンド教会による宣教が進み、伝統宗教の抑圧の元でアフリカ独立教会が派生した

## 脚註
1. ↑  「アフリカの先住民族 ケニア／マラゴリ」アムネスティ・インターナショナル日本
2. ↑  松田素二「言語・文化・歴史のエンタングルメント 西ケニア・マラゴリ調査から」地球ことば村
3. ↑  
松田素二「寛容と不寛容 西ケニアにおけるキリスト教布教をめぐって」多元的世界における寛容性についての研究、第6回レジュメ。